# Bambule (Fernsehmagazin)
Bambule war ein deutsches Fernsehmagazin mit Sarah Kuttner, das auf ZDFneo ausgestrahlt wurde. Die Eigenproduktion wurde im Rahmen des TVLab 2011 getestet und im Folgejahr ins reguläre Programm übernommen. Die Sendung wurde ab dem 1. März 2012 donnerstags um 21:45 Uhr (ab der vierten Staffel um 23:30 Uhr) ausgestrahlt. Redaktionsleiter der ersten zwei Staffeln war Thorsten Berrar, die dritte und vierte Staffel wurden von Hasko Baumann verantwortet.
Bambule wurde von ZDFneo für eine zweite Staffel verlängert, welche am 11. Oktober 2012 angelaufen ist. Am 6. Dezember 2012 verkündete Kuttner auf ihrer Facebookseite, dass eine dritte Staffel ab dem 11. April ausgestrahlt werden soll. Während der Ausstrahlung der dritten Staffel wurde Mitte Juni eine vierte Staffel angekündigt, die im Herbst 2013 startete.

## Inhalt
Am 31. August 2011 strahlte ZDFneo im Rahmen der Aktion TVLab eine Pilotfolge von Bambule aus. Bei diesem Projekt handelte sich um Pilotsendungen, über die Zuschauer online abgestimmt haben. Bambule erreichte dabei den dritten Platz unter den zehn Teilnehmern. Im Oktober 2011 bestätigte das ZDF, dass Bambule mit einer kompletten Staffel von 15 Folgen fortgesetzt wird. Es ist somit das erste langfristige Fernsehprojekt Kuttners seit ihren Shows auf VIVA und MTV.
Die Sendung soll nach Senderangaben die Lebenslage und Gefühlslage der 30- bis 40-Jährigen präsentieren und reflektieren. Ferner bezeichnet ZDFneo die Sendung als „Reportermagazin, Personality-Show und Angriff auf die allgegenwärtige Gleichgültigkeit“. Es sollen sowohl gesellschaftliche, politische wie auch kulturelle Themen behandelt werden. Moderiert wird die Sendung von Sarah Kuttner meist von öffentlichen Orten, wie Fußgängerzonen, Parks oder der Berliner Innenstadt; ein Studio gibt es dagegen nicht. Das Format verknüpfe Interviews mit investigativen Journalismus und „spielt an der Grenze von Spaß und Ernst“. Unterstützt wird Kuttner in der Sendung von Johanna Maria Knothe, die sich meist im politischen Bereich aufhält und Politikern Fragen stellt und deren Meinung bezieht.
Jede Ausgabe beschäftigt sich mit einem Themenkomplex, zu dem verschiedene Ansichten behandelt werden.

## Rezeption
Bei der Premieresendung am 1. März 2012 wurden 60.000 Zuschauer erreicht. Das entspricht 0,2 % Marktanteil und 0,4 % Marktanteil zwischen 14 und 49 Jahren. Die Frankfurter Allgemeine Zeitung bewertete ihre Sendung wohlwollend.

## Themen der Sendungen und Gäste
| Folge (Gesamt) | Folge (Staffel) | Erstausstrahlung | Thema | Gäste |
| -------------- | --------------- | ---------------- | --- | --- |
| 1.             | 1.              | 1. März 2012     | Alles nur Weicheier? Die neue Männlichkeit                                                                | Josef Hader, William Shatner und Nicolas Cage |
| 2.             | 2.              | 8. März 2012     | Was ist Schönheit? Und kann mir das nicht eigentlich scheißegal sein?                                     | Richard Kern, Mieze Katz und Lina van de Mars |
| 3.             | 3.              | 15. März 2012    | Wie konsumiere ich richtig? Oder ist Konsum an sich schon etwas Falsches?                                 | Sascha Lobo |
| 4.             | 4.              | 22. März 2012    | Jung war gestern! Und alt ist morgen ...                                                                  | Frank Spilker, Kraftklub und Josef Hader |
| 5.             | 5.              | 29. März 2012    | Glück Wieso, weshalb, warum oder einfach nur total überschätzt?                                           | Thorsten Eppert, Leyla Piedayesh, Matthias Schweighöfer, Friedrich Mücke, Christian Friedel, Josef Hader und William Shatner                                   |
| 6.             | 6.              | 5. Apr. 2012     | Singles – einsam statt zweisam Gibt es für jeden Topf einen Deckel?                                       | Josef Hader, Michi Beck und Thomilla, |
| 7.             | 7.              | 12. Apr. 2012    | Das große Deutschland-Spezial Deutsch ist der, der Deutsches tut                                          | Frank-Walter Steinmeier, Ray Cokes, Josef Hader und Götz Otto.                                                                                                 |
| 8.             | 8.              | 19. Apr. 2012    | Wozu sind Freunde denn da? Von alten Freunden, dicken Freunden und Fernsehfreunden                        | Joachim „Joko“ Winterscheidt und Klaas Heufer-Umlauf, Jason Biggs, Chris Klein, Eddie Kaye Thomas und Seann William Scott, Florence Welch und Isabella Summers |
| 9.             | 9.              | 26. Apr. 2012    | Das große Thema Angst Was macht Angst und wie kann man sie überlisten?                                    | Margit Waterloo-Köhler und Kathrin Fischer, Benjamin Lebert, Sebastian Fitzek und Jens Plag                                                                    |
| 10.            | 10.             | 3. Mai 2012      | Geld und der Charakter Wozu brauchen wir eigentlich Geld?                                                 | Kathrin Fischer, Nils Bokelberg, Herbert Feuerstein und Heiner Geißler                                                                                         |
| 11.            | 11.             | 10. Mai 2012     | Optimismus Und: Regieren Nerds die Welt?                                                                  | Vinzenz Kiefer, Bella Katz und Regina Karolinski, Wolfgang Joop und Jens Schröder                                                                              |
| 12.            | 12.             | 24. Mai 2012     | Ernährung Besser leben durch besser essen                                                                 | Claus Kleber, Harald Lemke und Anita Idel |
| 13.            | 13.             | 31. Mai 2012     | Eltern und Kinder. Warum haben die meisten Kinder ihre Eltern lieb, sind aber trotzdem von ihnen genervt? | Eva Briegel von Juli und Nina Hagen |
| 14.            | 14.             | 5. Juli 2012     | Glaube. An was glauben die Menschen und warum?                                                            | Markus Lanz, Matthias Matussek und Margot Käßmann. |
| 15.            | 15.             | 12. Juli 2012    | Treue. Was ist Treue eigentlich?                                                                          | Sportfreunde Stiller und Matthias Matussek |

| Folge (Gesamt) | Folge (Staffel) | Erstausstrahlung | Thema                                                                                  | Gäste |
| -------------- | --------------- | ---------------- | -------------------------------------------------------------------------------------- | --- |
| 16.            | 1.              | 11. Okt. 2012    | Sex Zwischen Perversion und Prüderie.                                                  | Devid Striesow, Jacob Matschenz und Margarete Stokowski                                                                         |
| 17.            | 2.              | 18. Okt. 2012    | Mensch & Tier                                                                          | Dieter Moor, Herbert Feuerstein und Birgit Pfau-Effinger                                                                        |
| 18.            | 3.              | 25. Okt. 2012    | Werteverfall Endstation: Asozial – Werden wir eine Gesellschaft skrupelloser Egomanen? | Jörg Schindler, Michael Pauen, Moses Pelham und Oliver Kalkofe                                                                  |
| 19.            | 4.              | 8. Nov. 2012     | Widerstand Ist dagegen sein aus der Mode gekommen?                                     | Tom Schilling, Katja Riemann und Claudia Langer                                                                                 |
| 20.            | 5.              | 15. Nov. 2012    | Tod Das Leben mit der eigenen Sterblichkeit                                            | Tori Amos, Mark Benecke, Andreas Dresen und Jakob Augstein                                                                      |
| 21.            | 6.              | 22. Nov. 2012    | Krise ... aber wo ist sie?                                                             | Katharina Wackernagel, Kathrin Hartmann und Tobias Jundt                                                                        |
| 22.            | 7.              | 29. Nov. 2012    | Internet Ich blogge, also bin ich.                                                     | Roger Willemsen, Johnny Haeusler und Peter Altmaier                                                                             |
| 23.            | 8.              | 6. Dez. 2012     | Entschleunigung In der Ruhe liegt die Kraft                                            | Markus Kavka, Christian Elissavitis Lilge, Florian Opitz, Winfried Kretschmann, Rainer Brüderle, Martin Delius und Ralf Stegner |
| 24.            | 9.              | 13. Dez. 2012    | Karriere Höher, schneller, gegen die Wand?                                             | Matthias Schweighöfer, Philipp Wassibauer, Jessica Weiß und Bernd Schlömer                                                      |
| 25.            | 10.             | 20. Dez. 2012    | Körper & Geist Freund oder Feind?                                                      | Florian David Fitz, Helge Meeuw, Arnold Retzer, Martin Fromme                                                                   |

| Folge (Gesamt) | Folge (Staffel) | Erstausstrahlung | Thema                                      | Gäste                                                         |
| -------------- | --------------- | ---------------- | ------------------------------------------ | ------------------------------------------------------------- |
| 26.            | 1.              | 11. Apr. 2013    | Sex Sex zieht immer, nur warum?            | Anke Engelke, David Garrett und Roger Willemsen               |
| 27.            | 2.              | 18. Apr. 2013    | Mann oder Frau Sind wir nicht alle gleich? | Anne Will, Wotan Wilke Möhring und Woodkid                    |
| 28.            | 3.              | 25. Apr. 2013    | Drogen Drogen für alle?                    | Werner Böhm, Benjamin Biolay und WestBam                      |
| 29.            | 4.              | 2. Mai 2013      | Ironie Schluss mit der Ironie!             | Christian Ulmen, Katrin Bauerfeind und Jürgen von der Lippe   |
| 30.            | 5.              | 16. Mai 2013     | Psychorepublik Sind wir alle Psychos?      | Robert Stadlober, Dirk von Lowtzow und Tocotronic             |
| 31.            | 6.              | 23. Mai 2013     | Luxus vs. Armut Eure Armut kotzt mich an!  | Sebastian Madsen, Charles Bradley und Collien Ulmen-Fernandes |
| 32.            | 7.              | 6. Juni 2013     | Familie ... ein Auslaufmodell?             | Christian Berkel und Joachim „Joko“ Winterscheidt             |
| 33.            | 8.              | 13. Juni 2013    | Land vs. Stadt Ab in die Pampa?            | Juli Zeh, Hanns Zischler, Max Raabe                           |
| 34.            | 9.              | 20. Juni 2013    | Moral Ein Leben ohne Moral?                | Sahra Wagenknecht und Lars Eidinger                           |
| 35.            | 10.             | 27. Juni 2013    | Identität Wer bin ich und warum?           | Wolfgang Bahro, Guido Maria Kretschmer und Jared Leto         |

| Folge (Gesamt) | Folge (Staffel) | Erstausstrahlung | Thema                                          | Gäste                                                                        |
| -------------- | --------------- | ---------------- | ---------------------------------------------- | ---------------------------------------------------------------------------- |
| 36.            | 1.              | 17. Okt. 2013    | Alles aus Scheitern als Chance                 | Thees Uhlmann                                                                |
| 37.            | 2.              | 24. Okt. 2013    | Die Nacht ... und was sie aus uns macht        | Prof. Ingo Fietze, Prof. Heinz Gerhard Friese, Andhim, Patrice Bart-Williams |
| 38.            | 3.              | 31. Okt. 2013    | Liebe ist doof                                 | Wolfgang Krüger, Andreas Bartels, Christiane Rösinger, Inga Humpe            |
| 39.            | 4.              | 7. Nov. 2013     | Die Lust am Töten                              | Lydia Benecke, Hajo Eickhoff, Sebastian Fitzek                               |
| 40.            | 5.              | 14. Nov. 2013    | Entscheide dich! Generation Mutlos             | Bernhard Heinzlmaier, Steffi Be, Palina Rojinski und Sibylle Berg            |
| 41.            | 6.              | 21. Nov. 2013    | Alleinsein Bin ich mir selbst genug?           | Dietmar Lucas, Heike Langenkamp, Ronald „Blacky“ Miehling und Arne Friedrich |
| 42.            | 7.              | 28. Nov. 2013    | Fernsehen Quo vadis?                           | Klaudia Wick, Philipp Walulis, Klaas Heufer-Umlauf und Wolfgang Lippert      |
| 43.            | 8.              | 5. Dez. 2013     | Mal ehrlich Geht das?                          | Tim Bendzko                                                                  |
| 44.            | 9.              | 12. Dez. 2013    | Elite Dringend gesucht                         | Jörg Thadeusz                                                                |
| 45.            | 10.             | 20. Dez. 2013    | Aufgeschmissen Überleben ohne Handy und Laptop | H. P. Baxxter                                                                |